# Most Poldašt – Šahtati
Most Poldašt – Šahtati je most koji povezuje grad Poldašt, Zapadni Azarbajdžan, Iran sa selom Šahtati u Nahičevanskoj Autonomnoj Republici, autonomnoj republici unutar Azerbajdžana. Most prelazi preko rijeke Aras te služi kao granični prijelaz koji omogućuje cestovni prolaz do Nahičevanske Autonomne Republike bez potrebe za prelazak Armenije. Izgradnja mosta je završena 2007. godine. Duljina mosta iznosi 164 metara. Sagradnja mosta je koštala 40 milijarde iranskih rijala.